# Calle Lavalle (Tucumán)
La Calle Gral. Juan Galo Lavalle es una calle de San Miguel de Tucumán, Tucumán, Argentina. Se extiende entre las avenidas Sáenz Peña y Horacio Poviña, siendo un bulevar desde calles Ayacucho hasta Alberdi con el nombre de Paseo de los Libertadores de América.

## Historia
El bulevar fue creado originalmente el 19 de agosto de 1986 durante la intendencia de Rubén Chebaia, con el nombre de avenida de los Próceres Latinoamericanos. En 2013 se comenzaron los trabajos de remodelación del Paseo Los Libertadores de América, inaugurado el 8 de julio de 2014 por el intendente Domingo Amaya con un costo de ARS 2 700 000. Las obras incluyeron la revalorización de los bustos de los próceres independentistas y las fuentes, instalación de luminarias led y mobiliario urbano y parquización. Asimismo se colocó un globo terráqueo luminoso que indica los países de Sudamérica que se independizaron de España.
El Paseo Los Libertadores conecta las plazas Belgrano y San Martín, y en conjunto con la Casa Belgraniana y el Boulevard Bernabé Aráoz forman parte del circuito histórico en el sitio de la Batalla de Tucumán. En el bulevar hay bustos de: Simón Bolívar, Tupac Amaru, Antonio José de Sucre, Bernardo O´Higgins, Miguel Hidalgo y Costilla, Francisco de Miranda, Joaquín José Da Silva Xavier, José Martí, José Gervasio Artigas, Juana Azurduy, Manuel Belgrano y José de San Martín.

## Sitios de interés
A lo largo de esta calle se desarrollan varios lugares de interés y emblemáticos:
- Plaza San Martín
- Escuela de la Patria
- Hospital Padilla
- Plaza Belgrano
- Colegio Hermanas Esclavas
- Escuela n.º 249 Marco Avellaneda
- Universitario Rugby Club